# Artysta jednego przeboju

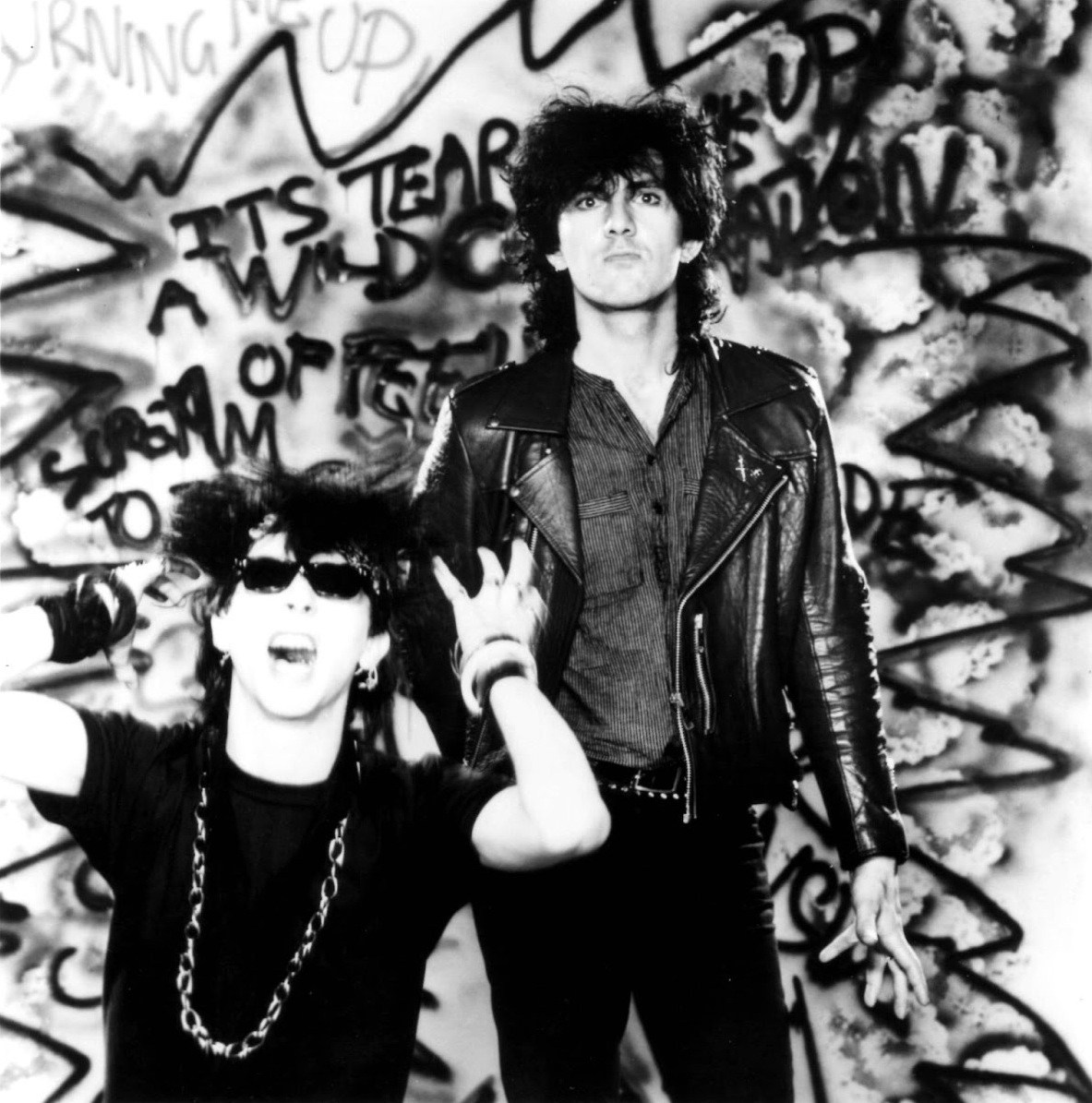
Artysta jednego przeboju (Soft Cell)

Artysta jednego przeboju (ang. one-hit wonder) – artysta muzyczny znany głównie z jednego utworu, który stał się przebojem na liście przebojów i dał mu popularność na pewien czas.

## Przykłady
W 2002 roku telewizja VH1 stworzyła ranking 100 piosenek, które na krótki czas stały się przebojami. Pierwsze miejsce zajął zespół Los Del Río z piosenką „Macarena”.
1. „Macarena” – Los Del Río (1996)
2. „Tainted Love” – Soft Cell (1982)
3. „Come on Eileen” – Dexys Midnight Runners (1982)
4. „I’m Too Sexy” – Right Said Fred (1991)
5. „Mickey” – Toni Basil (1982)
6. „Who Let the Dogs Out?” – Baha Men (2000)
7. „Ice Ice Baby” – Vanilla Ice (1990)
8. „Rico Suave” – Gerardo (1990)
9. „99 Luftballons” – Nena (1984)